# Србија на длану
Србија на длану српска је хуманитарна телевизијска емисија која се емитује од 5. фебруара 2017. године на Хепи ТВ. Водитељи емисије су Иван Иванов, Катарина Корша и Владана Савовић.

## Концепт
Србија на длану показује својим гледаоцима како изгледају поједини делови Србије, где се једе најбоља храна, које пиће је популарно у одређеним крајевима. Приче о обичним људима, предивним пределима, обичајима и навикама, веровањима, одушевљава све поштоваоце оваквих садржаја.
Емисија такође приказује приче о људима којима је најпотребнија помоћ, болеснима и угроженима.